# Sclerodermus domesticus

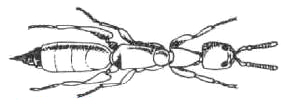
Sclerodermus domesticus

Sclerodermus domesticus (лат.) — вид мелких ос рода Sclerodermus из семейства Bethylidae, внешне сходных с муравьями. Уничтожают личинок древесных жуков, за что этот вид иногда называют «другом антикварных магазинов» («antiquarian’s friend»). Самки ос парализуют ядом жала личинок древоточцев и откладывают на них яйца, которые служат пищей для личинок S. domesticus. Обнаружены зачатки общественного образа жизни (самка остаётся с потомством, заботится о нём, ухаживает, облизывает своих личинок).

## Распространение
Космополитный вид. Европа, Северная Африка, Северная Америка, Азия.

## Описание
Мелкие осы длиной 2—5 мм. Самки бескрылые, имеют жало, оцеллии отсутствуют. У самцов есть крылья. Основная окраска тела от желтовато-коричневой до чёрновато-бурой, внешне похожи на муравьёв. Глаза расположены в передней части головы у переднего края. Усики 11-члениковые. Максиллярные щупики 5-члениковые, лабиальные из 3 члеников, мандибулы с 2 апикальными зубцами.

## Биология
Паразитоиды личинок жуков-усачей и других обитающих в древесине жуков (мебельный точильщик, хлебный точильщик, табачный жук, домовый усач, Nicobium castaneum), реже на бабочках. Самки проникают в норы и ходы древесных жуков, разыскивают их личинок и жалят их несколько раз. Самки ос вводят в жертву свой яд, который воздействует на мотонейроны личинки и парализует хозяина. Затем они питаются личиночной гемолимфой и откладывают 30-60 яиц на спинной поверхности хозяина. Наконец, их потомство вылупляется и растёт на поверхности тела хозяина, которое парализовано, но все ещё живо, используя его в качестве источника пищи. Мать остаётся со своим потомством, обеспечивая родительскую заботу. Обнаружены зачатки общественного образа жизни (самка остаётся с потомством, заботится о нём, ухаживает, облизывает своих личинок).

## Значение
Ос можно найти внутри жилых домов, в основном в старой мебели, привлекающей древесных жуков. Ужаления ос болезненны и могут вызвать сыпь или дерматит. Такие симптомы могут быть у людей, которым приходится часто контактировать с древесиной, старой мебелью (стулья, кровати, гардеробы, диваны) и конструкциями домов (балки, дверные и оконные рамы, подоконники), изъеденными личинками древесных жуков.
Благодаря её значению эту осу иногда называют «другом антикварных магазинов» («antiquarian’s friend»).
По мнению некоторых авторов, дерматит, вызванный S. domesticus, следует рассматривать как профессиональное заболевание антикваров и реставраторов.

## Систематика
Вид был впервые описан в 1809 году  и долгое время считалось, что сделано это было немецким энтомологом Иоганном Кристофом Фридрихом Клугом в работе Пьера Андре Латрейя (упомянувшим тогда же род Sclerodermus, типом которого в 1810 году стал этот вид). Авторство первого описания долгое время было дискуссионным. Однако, в 2021 году было показано, что автором первого описания рода и вида всё-таки является Пьер Андре Латрей. В 1809 году он описав вид, упомянул имя «Sclerodermus Klug», но не дал описание рода, так как он считал его младшим синонимом рода Methoca. Первое валидное описание рода было дано лишь в 1810 году, поэтому авторство рода должно быть Sclerodermus  Latreille, 1810 (not 1809). Типовым видом он указал «Sclerodermus domesticus Klug», так как полагал что немецкий энтомологом Иоганн Кристоф Фридрих Клуг делал описание, а это оказалось не так. И поэтому типовой вид должен именоваться Sclerodermus domesticus Latreille, 1809 (not Klug).
Относится к трибе Sclerodermini, которую ранее включали в подсемейство Epyrinae (в широком таксономическом объёме), а с 2013 года (Alencar & Azevedo, 2013) выделяют в самостоятельное подсемейство Scleroderminae.